# 淮南市
淮南市（わいなんし）は、中華人民共和国安徽省に位置する地級市。

## 地理
安徽省の中部北寄りに位置し、亳州市、蚌埠市、滁州市、合肥市、阜陽市、六安市に接する。

## 歴史
1951年1月に淮南市の設立、1952年8月に淮南市が地級市に昇格する。

## 行政区画
5市轄区・2県を管轄する。
- 市轄区：
  - 田家庵区・大通区・謝家集区・八公山区・潘集区
- 県：
  - 鳳台県・寿県

| 淮南市の地図                                               |
| ---------------------------------------------------------- |
| 大通区 田 家 庵 区 謝 家 集 区 八公山区 潘集区 鳳台県 寿県 |

### 年表
この節の出典

#### 皖北行署区淮南鉱区
- 1949年10月1日 - 中華人民共和国皖北行署区淮南鉱区が発足。(1区)
- 1951年1月18日 - 淮南鉱区が地級市の淮南市に昇格。

#### 皖北行署区淮南市
- 1952年8月7日 - 安徽省の成立により、安徽省淮南市となる。

#### 安徽省淮南市
- 1953年5月3日 - 田家庵区・大通区・八公山区・九竜崗区を設置。(4区)
- 1954年3月 - 六安専区寿県の一部が九竜崗区に編入。(4区)
- 1955年1月5日 (4区)
  - 九竜崗区の一部が分立し、郊区が発足。
  - 九竜崗区の残部が田家庵区・大通区・八公山区に分割編入。
- 1955年5月 - 郊区の一部が宿県専区懐遠県、滁県専区定遠県・鳳陽県に分割編入。(4区)
- 1958年3月16日 - 郊区が田家庵区・大通区・八公山区に分割編入。(3区)
- 1958年12月4日 - 六安専区寿県を編入。(3区1県)
- 1959年12月 (4区1県)
  - 八公山区の一部が阜陽専区鳳台県の一部と合併し、郊区が発足。
  - 阜陽専区鳳台県の一部が八公山区に編入。
  - 蚌埠専区懐遠県の一部が大通区に編入。
- 1961年5月23日 - 八公山区が分割され、八公山区・謝家集区が発足。(5区1県)
- 1961年12月4日 - 寿県が六安専区に編入。(5区)
- 1964年4月3日 (4区)
  - 郊区が阜陽専区鳳台県、宿県専区懐遠県に分割編入。
  - 大通区の一部が宿県専区懐遠県に編入。
- 1965年4月8日 - 阜陽専区鳳台県の一部が八公山区に編入。(4区)
- 1968年5月 (4区)
  - 田家庵区が向陽区に改称。
  - 大通区が東風区に改称。
  - 八公山区が紅旗区に改称。
  - 謝家集区が紅衛区に改称。
- 1972年7月25日 (4区)
  - 向陽区が田家庵区に改称。
  - 東風区が大通区に改称。
  - 紅旗区が八公山区に改称。
  - 紅衛区が謝家集区に改称。
- 1972年9月20日 - 阜陽地区鳳台県の一部が分立し、古溝区が発足。(5区)
- 1975年6月3日 - 阜陽地区鳳台県の一部が古溝区に編入。(5区)
- 1977年1月20日 - 阜陽地区鳳台県を編入。(5区1県)
- 1980年10月3日 - 古溝区および鳳台県の一部が合併し、潘集区が発足。(5区1県)
- 1984年6月29日 (5区1県)
  - 潘集区、阜陽地区蒙城県の各一部が鳳台県に編入。
  - 鳳台県の一部が阜陽地区蒙城県に編入。
- 1984年10月29日 - 蚌埠市懐遠県の一部が潘集区に編入。(5区1県)
- 1989年1月11日 - 鳳台県の一部が潘集区に編入。(5区1県)
- 2004年5月29日 - 合肥市長豊県の一部が大通区・田家庵区・謝家集区に分割編入。(5区1県)
- 2013年10月1日 - 鳳台県の一部が八公山区に編入。(5区1県)
- 2015年7月1日 - 八公山区の一部が鳳台県に編入。(5区1県)
- 2015年12月3日 - 六安市寿県を編入。(5区2県)

## 交通

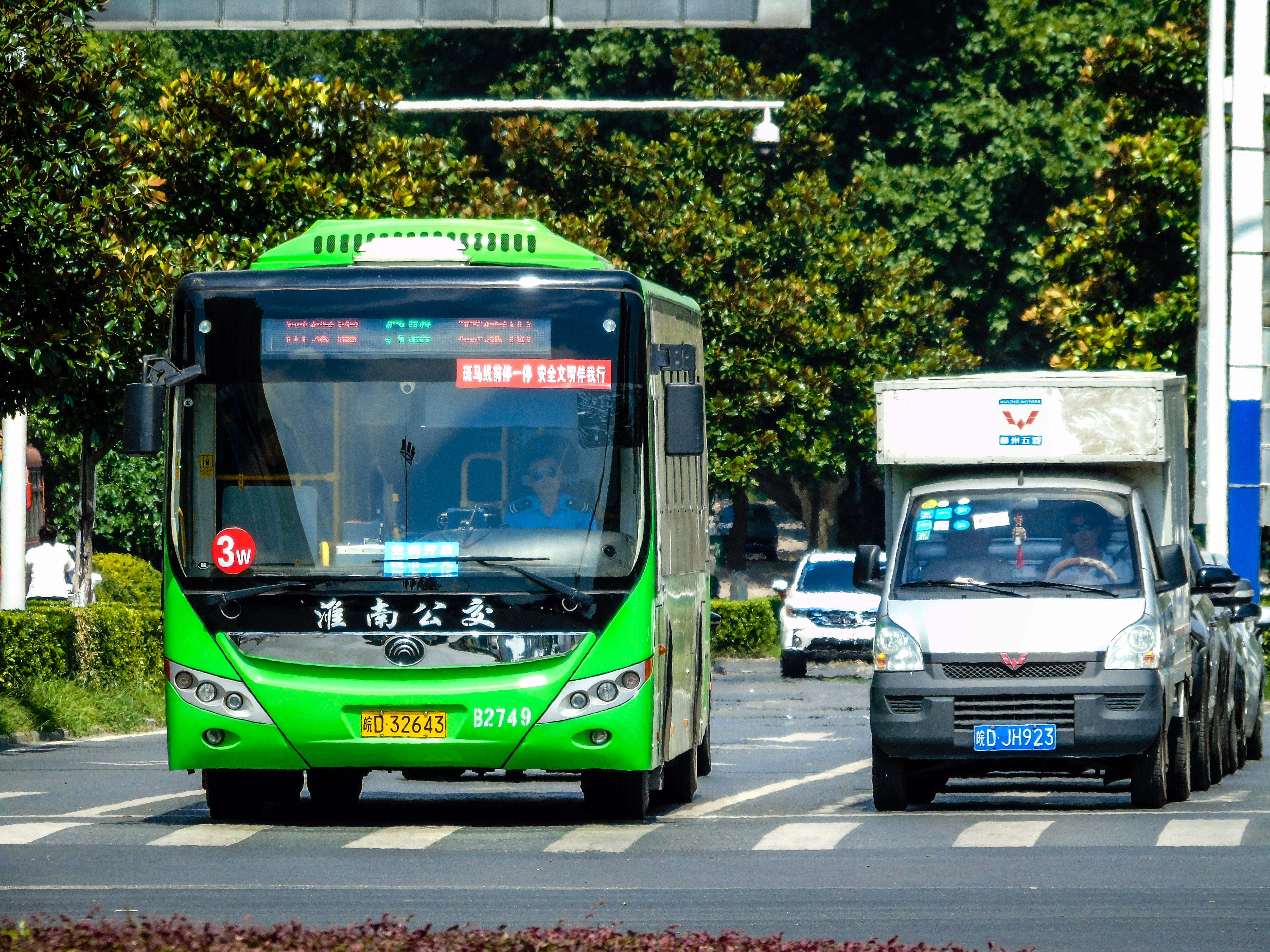
淮南市内を走る路線バス

### 鉄道
- 中国国家鉄路集団
  - 合蚌旅客専用線
  - 商杭旅客専用線（中国語版）
  - 阜淮線（中国語版）
  - 淮南線（中国語版）

### 道路
- 高速道路
  - 徳上高速道路
  - 滁新高速道路（中国語版）
  - 蚌合高速道路（中国語版）
- 国道
  - G206国道

## 友好都市
ルセ（ブルガリア）1994年9月23日